# Latvijska narodna opera
Latvijska narodna Opera in Balet (LNOB) je operna hiša na bulvarju Aspazijas 3 v Rigi. Repertoar gledališča obsega operne in baletne predstave, ki se izvajajo v sezoni, ki traja od sredine septembra do konca maja. V običajnih sezonah LNOB uprizori skoraj 200 predstav, vključno s povprečno 6 novimi produkcijami. 
Največja je Velika dvorana, ki ima 946 sedežev, manjše – Nova dvorana, Dvorana oblečenega kroga (Beletāžas zāle ) in Rdeča dvorana – imajo največ 338, 170 oziroma 100 sedežev. LNOB zaposluje skupaj približno 600 ljudi. Stavba se nahaja na bregu kanala Riga, v bližini Spomenika svobode. Od 5. novembra 2019 je predsednik upravnega odbora Egils Siliņš, svetovno priznani operni pevec. Glavni dirigent od leta 2013 je Mārtiņš Ozoliņš, ki je tudi izredni profesor na Latvijski akademiji za glasbo Jāzepsa Vītolsa. Umetniški vodja je od leta 1993 Aivars Leimanis.